# Robert Prosky
Robert Prosky; właściwie Robert Józef Porzuczek (ur. 13 grudnia 1930 w Filadelfii, zm. 8 grudnia 2008 w Waszyngtonie) – amerykański aktor filmowy, teatralny i telewizyjny; odtwórca ról drugoplanowych. Był synem emigrantów z Polski.

## Filmografia
Filmy:
- Złodziej (1981) jako Leo
- III wojna światowa (1982) jako gen. Aleksey Rudenski
- Hanky Panky czyli ważna sprawa (1982; znany także pt. Hokus Pokus czyli ważna sprawa) jako Hiram Calder
- Jego eminencja (1983; znany także pt. Monsignor) jako bp Walkman
- Bogowie dyscypliny (1983) jako płk. Thomas „Bear” Berrineau
- Twierdza (1983) jako ks. Fonescu
- Christine (1983) jako Will Darnell
- Urodzony sportowiec (1984) jako sędzia
- Zwariowane szczęście (1987; znany także pt. Niegodziwa fortuna) jako Stanislav Korzenowski
- Ważniaki (1987) jako Keegan
- Telepasja (1987) jako Ernie Merriman
- Na łonie natury (1988; znany także pt. Wielka wyprawa) jako Wally
- Fortuna kołem się toczy (1988) jako Joseph Vincenzo
- Zabójstwo Mary Phagan (1988) jako Tom Watson
- Miłość to nie żart (1990) jako Emil Thomas Bergman
- Gremliny 2 (1990) jako dziadek Fred
- Zwariowani detektywi (1990) jako Kirk Von Metz
- Zielona karta (1990) jako prawnik Brontë
- Za horyzontem (1992) jako lord Daniel Christie, ojciec Shannon
- Hoffa (1992) jako Billy Flynn
- Rudy (1993) jako ks. John J. Cavanaugh
- Bohater ostatniej akcji (1993) jako Nick
- Pani Doubtfire (1993) jako Jonathan Lundy
- Cud na 34. ulicy (1994) jako sędzia Henry Harper
- Szkarłatna litera (1995) jako Horace Stonehall
- Przed egzekucją (1995) jako Hilton Barber
- Komora (1996) jako E. Garner Goodman
- Miejski obłęd (1997) jako Lou Potts
- Dudley Doskonały (1999) jako inspektor Fenwick
- Smoochy (2002) jako przewodniczący sieci
- D-Tox (2002) jako McKenzie
- Dolina światła (2006) jako Hoke
- Sceptyk (2009) jako ks. Wymond

Seriale TV:
- Alfred Hitchcock przedstawia (1985-89) jako dr Sutton A. Vogel (gościnnie, 1986)
- Napisała: Morderstwo (1984-96) jako bp Patrick Shea (gościnnie, 1987)
- Posterunek przy Hill Street (1981-87) jako sierż. Stan Jablonski (w l. 1984-87)
- Świat pana trenera (1989-97) jako  trener Jake „The Snake” Connelly (gościnnie, 1991)
- Zdrówko (1982-93) jako kpt. Franklin Howe (gościnnie, 1992)
- Most Brookliński (1991-93) jako Joe Cardini (gościnnie, 1992)
- Frasier (1993-2004) jako T.H. Houghton (gościnnie, 1996)
- Dotyk anioła (1994-2003) jako Robert Harrigan (gościnnie, 2000)
- Kancelaria adwokacka (1997-2004) jako o. Patrick (gościnnie w kilku odcinkach)
- Sekrety Weroniki (1997-2000) jako Patrick „Pat” Chase (w l. 1997-98)
- Ostry dyżur (1994-2009) jako Wayne Rutley (gościnnie, 2007)